# 灿特
灿特（德語：Zandt，發音：[tsant]）是德国巴伐利亚州上普法尔茨行政区卡姆县的市镇，面积21.61平方千米，2023年12月31日人口为2,087人。